# Aderhaut
Die Aderhaut, auch Choroidea oder Chorioidea genannt,  ist der größte Abschnitt der mittleren Augenhaut (Tunica media bulbi). Sie bildet die Mittelschicht zwischen weißer Augenhaut (Sclera) und Netzhaut (Retina) in der hinteren Hälfte des Augapfels.

## Schichten
Die Aderhaut besteht aus verschiedenen Schichten:
- Lamina suprachor(i)oidea
- Lamina vasculosa
- Tapetum lucidum
- Lamina chor(i)oidocapillaris (Choriocapillaris)
- Lamina basalis.

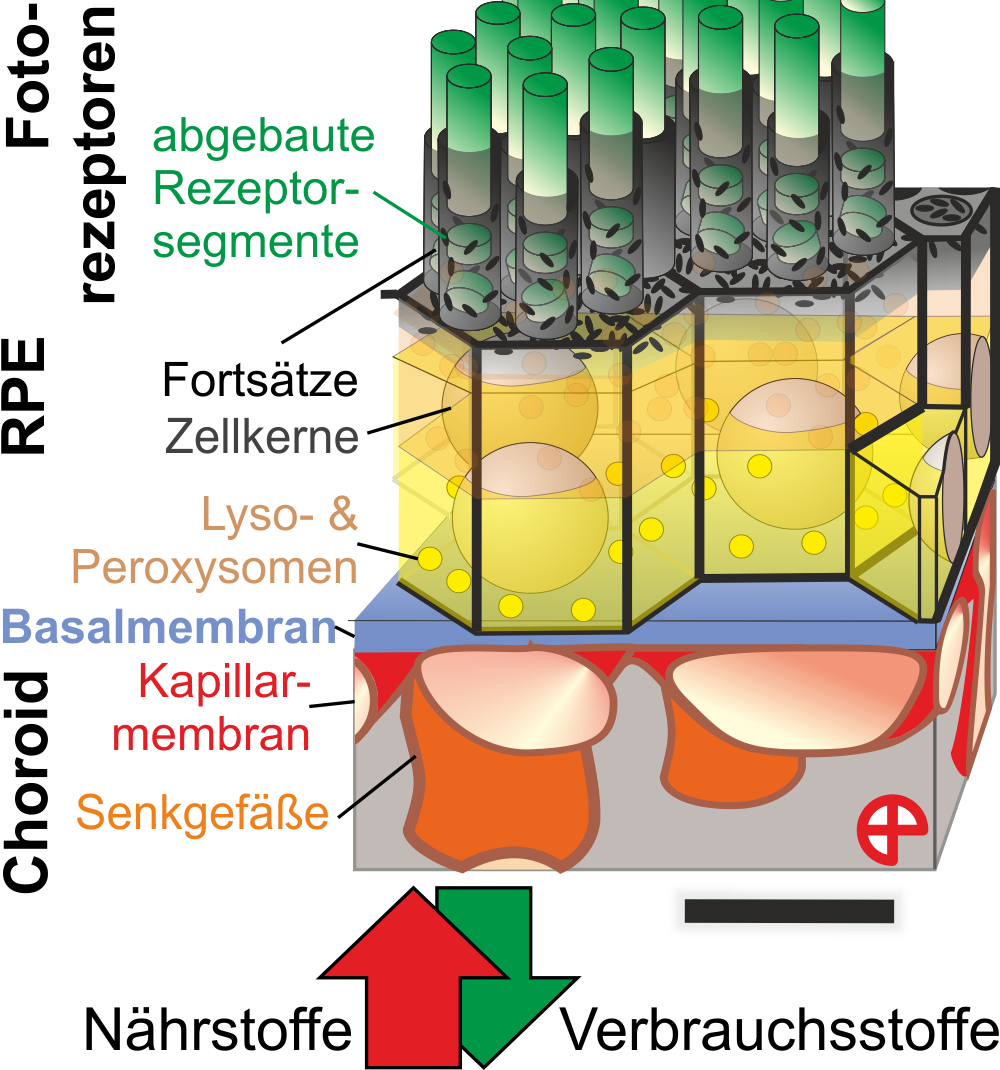
Die dünne Basalmembran bildet die Grenze zwischen dem Choroid und der Retina. Oberhalb (zum Licht gerichtet) sitzen die Photorezeptoren (hier abgeschnitten dargestellt) in den Fortsätzen des Pigmentepithels, das den Austausch zwischen den Rezeptoren und der unter der Basalmembran liegenden Choriocapillaris darstellt.

Die Lamina suprachor(i)oidea ist die äußerste Schicht und besteht aus elastischem Bindegewebe und pigmentierten Bindegewebszellen.
Die Lamina vasculosa ist die zur Sklera gelegene, also äußere Gefäßschicht und enthält die größeren Arterien und Venen. Sie sind in Bindegewebe eingebettet, das ebenfalls stark pigmentiert ist. Sie lässt sich in zwei Teilschichten mit zur Netzhaut hin abnehmenden Gefäßdurchmessern einteilen: die retinanahe Sattler’sche Schicht und die skleranahe Haller’sche Schicht.

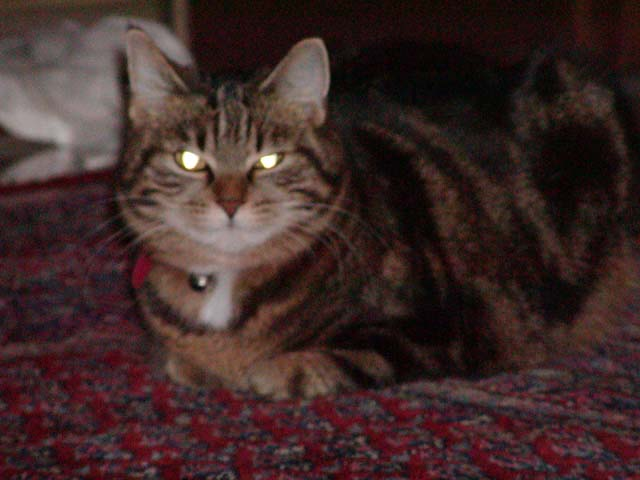
Katze. Das Leuchten der Augen wird durch die Reflexion des Blitzlichtes der Kamera am Tapetum lucidum hervorgerufen.

Das Tapetum lucidum ist nicht bei allen Säugetieren vorhanden, bei Mensch, Schwein und Kaninchen fehlt es beispielsweise. Bei den meisten Säugetieren ist dagegen im hinteren Augenbereich ein pigmentarmer Bezirk ausgebildet. Dieser besteht entweder aus abgeplatteten Zellen (z. B. bei Raubtieren), teilweise mit Kristalleinlagerungen (z. B. Hund) oder speziell angeordneten Bindegewebsfasern (z. B. Pferde, Wiederkäuer). Diese bewirken eine Beugung und Reflexion des Lichts und wirken wie ein Restlichtverstärker, da sie das Licht erneut auf die Photorezeptoren der Netzhaut leiten. Daher ist das Tapetum lucidum vor allem bei dämmerungsaktiven Tierarten von Bedeutung. Es bewirkt auch das charakteristische Aufleuchten der Augen angestrahlter Tiere in der Dunkelheit.

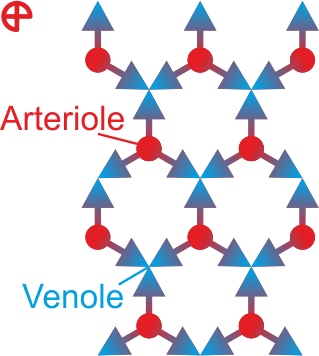
Die Blutversorgung der Choriocapillaris weist einen typischen dreifingrigen Aufbau auf, bei dem der Blutstrom von den Senk-Arteriolen in die wieder aufsteigenden Äste der Venolen erfolgt.

Die Lamina chor(i)oidocapillaris oder Choriocapillaris ist die Endverästelung des Choroids und bildet eine wenige Mikrometer dicke, zur Netzhaut hin gelegene Gefäßschicht, die die Ernährung der äußeren Schichten derselben sicherstellt. Die Quasi-Membran besteht aus einem feinen Netz gefensterter Kapillaren die oberhalb der Basalmembran des Pigmentepithels ein durch dreifingrige Endverbindungen charakterisiertes segmentiert versorgtes Geflecht bildet. Die Choriocapillaris wird dabei mit der Schicht aus nächstgrößeren Gefäßen (der Haller-Schicht des Choroids) über Senkarteriolen und -venolen versorgt. Die eng verbundenen Endothelzellen der Blutgefäße und sie umgebende eng verbundene Epithelzellen des retinalen Pigmentepithels (RPE) bilden hier gemeinsam die Blut-Retina-Schranke.
Die Lamina basalis (Synonyma: Complexus basalis, Lamina vitra oder Bruch’sche Membran) liegt direkt der Pigmentschicht der Retina an und stellt die Verbindung zu dieser her.
Dass die Choroidea nicht eine Fortsetzung der Hirnhäute, sondern ein eigenständiges Gewebe ist, publizierte erstmals Lorenz Heister 1708 in seiner Doktorarbeit über den Schichtenaufbau des Auges (De Tunica Choroidea Oculi) in Harderwijk.
Die Darstellung des blutgefüllten Choroids konnte bis zur Entwicklung der tief eindringenden Optischen Kohärenztomografie nicht ausreichend hoch aufgelöst im Lebenden erfolgen. Die Dynamik des Choroids auch im Zusammenhang mit der Aufrechterhaltung verschiedener physiologischer Parameter, sowie der Einfluss bei der Akkommodation und dem Augenwachstum sowie Erkrankungen wie der Kurzsichtigkeit oder altersbedingte Makuladegeneration sind weiterhin Gegenstand aktueller Forschung.

## Erkrankungen
Überblick wesentlicher Erkrankungsformen:
- Aderhautablösung
- Aderhautkolobom
- Choroideremie, angeborene Erkrankung mit Atrophie
- Dystrophien, Zentrale areoläre Choroidea-Dystrophie (CACD)
- Einblutung, nach operativen Eingriffen, selten
- entzündliche Veränderungen Choroiditis, z. B. durch Herpesviren; Chorioretinitis (mit Retinabeteiligung); Autoimmunerkrankung, Uveitis
- gefässbedingte Veränderungen, ischämisch (Minderdurchblutung)
- Tumoren Aderhautmelanom (häufigster Primärtumor im Auge bei Erwachsenen)